# Lista de vereadores de Andrelândia
Esta é a lista de vereadores de Andrelândia, município brasileiro do estado de Minas Gerais.
A câmara municipal de Andrelândia é formada por nove cadeiras, quando, por determinação do TSE, as cidades passaram a ter um número de vereadores equivalente à sua população.

## Legislatura de 2021–2024
Estes são os vereadores eleitos nas eleições de 15 de novembro de 2020, pelo período de 1° de janeiro de 2021 a 31 de dezembro de 2024:
| Mesa Diretora (2021-2022)         |                       |                        |                           |
| Nome                              | Início do mandato     | Fim do mandato         | Cargo                     |
| Geraldo Adriano N. de Souza (PTB) | 1º de janeiro de 2021 | 31 de dezembro de 2022 | Presidente da Câmara      |
| Natalino Martins da Silva (PV)    | 1º de janeiro de 2021 | 31 de dezembro de 2022 | Vice-presidente da Câmara |
| Benedito César de Carvalho (PV)   | 1º de janeiro de 2021 | 31 de dezembro de 2022 | Secretário                |

|   | Nome                                                                   | Partido                                        | Votos | %    | Observações |
| - | ---------------------------------------------------------------------- | ---------------------------------------------- | ----- | ---- | ----------- |
| 1 | Natalino Martins da Silva (Andrelândia, 26.11.1967–)                   | Partido Verde (PV)                             | 536   | 7,88 | 1º mandato  |
| 2 | Gilson Jairo Pereira, do Jaime Jairo (Andrelândia, 14.06.1970–)        | Partido Verde (PV)                             | 406   | 5,97 | 1º mandato  |
| 3 | José Valdeci da Silva, da Usina (Andrelândia, 20.05.1964–)             | Partido Trabalhista Brasileiro (PTB)           | 306   | 4,50 | 1º mandato  |
| 4 | Geraldo Adriano Nogueira de Souza, da Rádio (Andrelândia, 16.01.1965–) | Partido Trabalhista Brasileiro (PTB)           | 302   | 4,44 | 3º mandato  |
| 5 | Cristiano Mauro Pereira da Cruz, do Ônibus (Andrelândia, 03.02.1980–)  | Partido da Social Democracia Brasileira (PSDB) | 272   | 4,00 | 2º mandato  |
| 6 | Benedito César de Carvalho, Dito Zamoura (Andrelândia, 02.02.1964–)    | Partido Verde (PV)                             | 251   | 3,69 | 5º mandato  |
| 7 | Mislene Deniz Campos de Paula (Andrelândia, 13.08.1986–)               | Partido dos Trabalhadores (PT)                 | 238   | 3,50 | 1º mandato  |
| 8 | Joaquim Francisco de Almeida, Joaquim Júlio (Andrelândia, 20.10.1953–) | Partido Trabalhista Brasileiro (PTB)           | 233   | 3,42 | 6º mandato  |
| 9 | Gilmar Jairo da Silva, Jairinho (Andrelândia, 26.11.1968–)             | Partido Verde (PV)                             | 227   | 3,34 | 1º mandato  |

## Legislatura de 2017–2020
Estes são os vereadores eleitos nas eleições de 2 de outubro de 2016, pelo período de 1° de janeiro de 2017 a 31 de dezembro de 2020:
| Mesa Diretora (2019-2020)                 |                       |                        |                           |
| Nome                                      | Início do mandato     | Fim do mandato         | Cargo                     |
| Lígia de Lourdes Garcia Landim Miron (PV) | 1º de janeiro de 2019 | 31 de dezembro de 2020 | Presidente da Câmara      |
| Paulo César de Oliveira Castro (PT)       | 1º de janeiro de 2019 | 31 de dezembro de 2020 | Vice-presidente da Câmara |
| Renato de Carvalho Campos (PSDB)          | 1º de janeiro de 2019 | 31 de dezembro de 2020 | Secretário                |

| Mesa Diretora (2017-2018)               |                       |                        |                           |
| Nome                                    | Início do mandato     | Fim do mandato         | Cargo                     |
| Geraldo Adriano Nogueira de Souza (PTB) | 1º de janeiro de 2017 | 31 de dezembro de 2018 | Presidente da Câmara      |
| José Ribeiro de Seixas (PTB)            | 1º de janeiro de 2017 | 31 de dezembro de 2018 | Vice-presidente da Câmara |
| Benedito César de Carvalho (PV)         | 1º de janeiro de 2017 | 31 de dezembro de 2018 | Secretário                |

|   | Nome                                                                        | Partido                                            | Votos | %    | Observações |
| - | --------------------------------------------------------------------------- | -------------------------------------------------- | ----- | ---- | ----------- |
| 1 | Cristiano Mauro Pereira da Cruz (Andrelândia, 03.02.1980–)                  | Partido da Social Democracia Brasileira (PSDB)     | 489   | 6,48 | 1º mandato  |
| 2 | Paulo César de Oliveira Castro, PC (Santa Rita de Ibitipoca, 17.08.1964–)   | Partido dos Trabalhadores (PT)                     | 363   | 4,81 | 2º mandato  |
| 3 | Geraldo Adriano Nogueira de Souza, da Rádio (Andrelândia, 16.01.1965–)      | Partido Trabalhista Brasileiro (PTB)               | 341   | 4,52 | 2º mandato  |
| 4 | Benedito César de Carvalho, Dito Zamoura (Andrelândia, 03.02.1964–)         | Partido Verde (PV)                                 | 333   | 4,42 | 4º mandato  |
| 5 | José Ribeiro de Seixas, Zé Testa (Arantina, 16.12.1947–)                    | Partido Trabalhista Brasileiro (PTB)               | 228   | 3,02 | 3º mandato  |
| 6 | Lígia de Lourdes Garcia Landim Miron (2019-2020) (Andrelândia, 23.09.1958–) | Partido Verde (PV)                                 | 225   | 2,98 | 2º mandato  |
| 7 | Adriano Francisco da Silva, Ganso (Andrelândia, 28.02.1973–)                | Partido do Movimento Democrático Brasileiro (PMDB) | 221   | 2,93 | 1º mandato  |
| 8 | Francisco Luiz Carielo, Chico Caieira (São Vicente de Minas, 23.11.1948–)   | Partido Verde (PV)                                 | 210   | 2,78 | 1º mandato  |
| 9 | Renato de Carvalho Campos, do Gentil (Andrelândia, 10.01.1967–)             | Partido da Social Democracia Brasileira (PSDB)     | 205   | 2,72 | 1º mandato  |

## Legislatura de 2013–2016
Estes são os vereadores eleitos nas eleições de 7 de outubro de 2012, pelo período de 1° de janeiro de 2013 a 31 de dezembro de 2016:
|   | Nome                                                                         | Partido                                            | Votos | %    | Observações |
| - | ---------------------------------------------------------------------------- | -------------------------------------------------- | ----- | ---- | ----------- |
| 1 | Lindomar José Gonçalves, Padaria BH (Andrelândia, 31.07.1972–)               | Partido da Social Democracia Brasileira (PSDB)     | 504   | 6,66 | 1º mandato  |
| 2 | Joaquim Francisco de Almeida, Joaquim Júlio (Andrelândia, 20.10.1953–)       | Partido Trabalhista Brasileiro (PTB)               | 298   | 3,94 | 5º mandato  |
| 3 | Elzina Cássia Claudina Silva Nascimento, da Saúde (Andrelândia, 20.08.1975–) | Partido da Social Democracia Brasileira (PSDB)     | 279   | 3,69 | 1º mandato  |
| 4 | Manoel Gonçalves Moreira, Mané Coco (Andrelândia, 02.04.1943–)               | Partido Trabalhista Brasileiro (PTB)               | 257   | 3,40 | 2º mandato  |
| 5 | Adriano Francisco da Silva, Ganso (Andrelândia, 28.02.1973–)                 | Partido do Movimento Democrático Brasileiro (PMDB) | 254   | 3,36 | 1º mandato  |
| 6 | Maria Inês Alves Meireles Teixeira (Andrelândia, 04.05.1949–)                | Partido Verde (PV)                                 | 221   | 2,92 | 1º mandato  |
| 7 | Antonio Jurandir de Oliveira (Andrelândia, 14.08.1953–)                      | Partido da Social Democracia Brasileira (PSDB)     | 216   | 2,85 | 3º mandato  |
| 8 | Cláudio da Cruz Pereira, Pereirinha (2015-2016) (Andrelândia, 23.08.1967–)   | Partido dos Trabalhadores (PT)                     | 154   | 2,03 | 1º mandato  |
| 9 | Antonio Juraci de Sá, Juraci do Táxi (2013-2014) (Andrelândia, 19.03.1979–)  | Partido dos Trabalhadores (PT)                     | 150   | 1,98 | 1º mandato  |

## Legislatura de 2009–2012
Estes são os vereadores eleitos nas eleições de 5 de outubro de 2008, pelo período de 1° de janeiro de 2009 a 31 de dezembro de 2012:
|   | Nome                                                                                | Partido                                            | Votos | %    | Observações |
| - | ----------------------------------------------------------------------------------- | -------------------------------------------------- | ----- | ---- | ----------- |
| 1 | Paulo César de Oliveira Castro, Cabeleireiro (Santa Rita de Ibitipoca, 17.08.1964–) | Partido dos Trabalhadores (PT)                     | 710   | 9,29 | 1º mandato  |
| 2 | José Ribeiro de Seixas, Zé Testa (Arantina, 16.12.1947–)                            | Partido Trabalhista Brasileiro (PTB)               | 353   | 4,62 | 2º mandato  |
| 3 | Benedito César de Carvalho, Dito Zamoura (2011-2012) (Andrelândia, 03.02.1964–)     | Partido da Social Democracia Brasileira (PSDB)     | 338   | 4,42 | 3º mandato  |
| 4 | Luiz Carlos da Silva, Carlinhos Carreteiro (2009-2010) (Andrelândia, 08.10.1959–)   | Partido da Social Democracia Brasileira (PSDB)     | 319   | 4,18 | 3º mandato  |
| 5 | Paulo Renato da Silva Salgado, Paulinho do Alfredinho (Andrelândia, 15.01.1957–)    | Partido do Movimento Democrático Brasileiro (PMDB) | 318   | 4,16 | 1º mandato  |
| 6 | Geraldo Adriano Nogueira de Souza, da Rádio (Andrelândia, 16.01.1965–)              | Partido Trabalhista Brasileiro (PTB)               | 303   | 3,97 | 1º mandato  |
| 7 | Camilo de Lélis da Silva, Canela (Andrelândia, 05.06.1959–)                         | Partido da Social Democracia Brasileira (PSDB)     | 270   | 3,53 | 1º mandato  |
| 8 | Antonio Jurandir de Oliveira (Andrelândia, 14.08.1953–)                             | Partido da Social Democracia Brasileira (PSDB)     | 260   | 3,40 | 2º mandato  |
| 9 | José Marcelo de Almeida, Cabeleireiro (Andrelândia, 31.03.1975–)                    | Partido do Movimento Democrático Brasileiro (PMDB) | 257   | 3,36 | 1º mandato  |

## Legislatura de 2005–2008
Estes são os vereadores eleitos nas eleições de 3 de outubro de 2004, pelo período de 1° de janeiro de 2005 a 31 de dezembro de 2008:
|   | Nome                                                                   | Partido                                            | Votos | %    | Observações |
| - | ---------------------------------------------------------------------- | -------------------------------------------------- | ----- | ---- | ----------- |
| 1 | Antonio Jurandir de Oliveira (Andrelândia, 14.08.1953–)                | Partido da Social Democracia Brasileira (PSDB)     | 339   | 4,41 | 1º mandato  |
| 2 | Antônio Mariano Filho, Toninho Mariano (Andrelândia, 27.04.1957–)      | Partido do Movimento Democrático Brasileiro (PMDB) | 325   | 4,23 | 1º mandato  |
| 3 | Lígia de Lourdes Garcia Landim Miron (Andrelândia, 23.09.1958–)        | Partido da Social Democracia Brasileira (PSDB)     | 311   | 4,05 | 1º mandato  |
| 4 | Luiz Carlos da Silva, Carlinhos Carreteiro (Andrelândia, 08.10.1959–)  | Partido da Social Democracia Brasileira (PSDB)     | 262   | 3,41 | 2º mandato  |
| 5 | Carlos Henrique Gomes, Casique (2007-2008) (Andrelândia, 02.03.1964–)  | Partido da Social Democracia Brasileira (PSDB)     | 257   | 3,35 | 1º mandato  |
| 6 | Benedito César de Carvalho, Dito Zamoura (Andrelândia, 03.02.1964–)    | Partido da Social Democracia Brasileira (PSDB)     | 240   | 3,12 | 2º mandato  |
| 7 | Joaquim Francisco de Almeida, Joaquim Júlio (Andrelândia, 20.10.1953–) | Partido Trabalhista Brasileiro (PTB)               | 218   | 2,84 | 4º mandato  |
| 8 | José Ribeiro de Seixas, Zé Testa (Arantina, 16.12.1947–)               | Partido Trabalhista Brasileiro (PTB)               | 213   | 2,77 | 1º mandato  |
| 9 | Dinorá Cristina Vilella Salgado Almeida (Andrelândia, 25.12.1952–)     | Partido do Movimento Democrático Brasileiro (PMDB) | 189   | 2,46 | 2º mandato  |

## Legislatura de 2001–2004
Estes são os vereadores eleitos nas eleições de 1º de outubro de 2000, pelo período de 1° de janeiro de 2001 a 31 de dezembro de 2004:
|    | Nome                                                                   | Partido                                            | Votos | %    | Observações |
| -- | ---------------------------------------------------------------------- | -------------------------------------------------- | ----- | ---- | ----------- |
| 1  | Otaviano Rodrigues Moreira Neto, Viano (Andrelândia, 20.02.1964–)      | Partido do Movimento Democrático Brasileiro (PMDB) | 508   | 6,34 | 1º mandato  |
| 2  | Benedito César de Carvalho, Dito Zamoura (Andrelândia, 03.02.1964–)    | Partido da Social Democracia Brasileira (PSDB)     | 390   | 4,87 | 1º mandato  |
| 3  | Alberto Basílio de Oliveira, Beto da Areia (Andrelândia, 17.04.1943–)  | Partido da Social Democracia Brasileira (PSDB)     | 303   | 3,78 | 1º mandato  |
| 4  | Afonso Nogueira de Almeida (Andrelândia, 28.07.1951–)                  | Partido da Frente Liberal (PFL)                    | 280   | 3,49 | 1º mandato  |
| 5  | Manoel Gonçalves Moreira, Mané Coco (Andrelândia, 02.04.1943–)         | Partido Trabalhista Brasileiro (PTB)               | 270   | 3,37 | 1º mandato  |
| 6  | Guido Ventura da Silva (Andrelândia, 28.11.1958–)                      | Partido do Movimento Democrático Brasileiro (PMDB) | 259   | 3,23 | 1º mandato  |
| 7  | Joaquim Francisco de Almeida, Joaquim Júlio (Andrelândia, 20.10.1953–) | Partido Trabalhista Brasileiro (PTB)               | 230   | 2,87 | 3º mandato  |
| 8  | Antônio Nicolau de Almeida (Andrelândia, 21.04.1958–)                  | Partido da Social Democracia Brasileira (PSDB)     | 208   | 2,60 | 2º mandato  |
| 9  | Dinorá Cristina Vilela Salgado Almeida (Andrelândia, 25.12.1952–)      | Partido do Movimento Democrático Brasileiro (PMDB) | 201   | 2,51 | 1º mandato  |
| 10 | Silmar Fagundes de Oliveira (Andrelândia, 19.02.1936–)                 | Partido Trabalhista Brasileiro (PTB)               | 196   | 2,45 | 2º mandato  |
| 11 | Zenita Maria de Carvalho (Andrelândia, 23.10.1961–)                    | Partido Progressista (PP)                          | 189   | 2,36 | 2º mandato  |

## Legislatura de 1997–2000
Estes são os vereadores eleitos nas eleições de 3 de outubro de 1996, pelo período de 1° de janeiro de 1997 a 31 de dezembro de 2000:
|    | Nome                                                        | Partido                                            | Votos | %    | Observações |
| -- | ----------------------------------------------------------- | -------------------------------------------------- | ----- | ---- | ----------- |
| 1  | Alcides Pio Filho (Andrelândia, 11.03.1947–)                | Partido do Movimento Democrático Brasileiro (PMDB) | 294   | 4,22 | 1º mandato  |
| 2  | Jaime Jairo Pereira (1997-1998) (Andrelândia, 13.03.1943–)  | Partido do Movimento Democrático Brasileiro (PMDB) | 285   | 4,09 | 3º mandato  |
| 3  | Marcelo José da Cunha (Andrelândia, 22.10.1952–)            | Partido do Movimento Democrático Brasileiro (PMDB) | 279   | 4,01 | 1º mandato  |
| 4  | Zenita Maria de Carvalho (Andrelândia, 23.10.1961–)         | Partido Progressista Brasileiro (PPB)              | 275   | 3,95 | 1º mandato  |
| 5  | Silmar Fagundes de Oliveira (Andrelândia, 19.02.1936–)      | Partido Trabalhista Brasileiro (PTB)               | 267   | 3,83 | 1º mandato  |
| 6  | Antônio Nicolau de Almeida (Andrelândia, 21.04.1958–)       | Partido Progressista Brasileiro (PPB)              | 263   | 3,78 | 1º mandato  |
| 7  | Antônio Rogério da Silva (Andrelândia, 19.03.1969–)         | Partido Progressista Brasileiro (PPB)              | 260   | 3,73 | 1º mandato  |
| 8  | Joaquim Francisco de Almeida (Andrelândia, 20.10.1953–)     | Partido Trabalhista Brasileiro (PTB)               | 259   | 3,72 | 2º mandato  |
| 9  | Maria do Carmo Altro Almeida Souza (São Paulo, 15.05.1954–) | Partido da Social Democracia Brasileira (PSDB)     | 239   | 3,43 | 1º mandato  |
| 10 | Paulo César de Oliveira (Andrelândia, 25.06.1966–)          | Partido do Movimento Democrático Brasileiro (PMDB) | 204   | 2,93 | 1º mandato  |
| 11 | Sebastião Mariano de Oliveira (Andrelândia, 16.10.1938–)    | Partido do Movimento Democrático Brasileiro (PMDB) | 190   | 2,73 | 1º mandato  |

## Legislatura de 1993–1996
Estes são os vereadores eleitos nas eleições de 3 de outubro de 1992, pelo período de 1° de janeiro de 1993 a 31 de dezembro de 1996:
|    | Nome                                                    | Partido                                            | Votos | %     | Observações |
| -- | ------------------------------------------------------- | -------------------------------------------------- | ----- | ----- | ----------- |
| 1  | José Noel Landim                                        | Partido da Frente Liberal (PFL)                    | 277   | 10,65 | 1º mandato  |
| 2  | Jaime Jairo Pereira (Andrelândia, 13.03.1943–)          | Partido do Movimento Democrático Brasileiro (PMDB) | 269   | 10,34 | 2º mandato  |
| 3  | José Roberto de Souza (Caetanópolis, 08.12.1956–)       | Partido do Movimento Democrático Brasileiro (PMDB) | 259   | 9,95  | 1º mandato  |
| 4  | Cátia Silva Rivelli (Barra Mansa, 21.06.1962–)          | Partido do Movimento Democrático Brasileiro (PMDB) | 250   | 9,61  | 2º mandato  |
| 5  | Antônio Jaime Nogueira                                  | Partido do Movimento Democrático Brasileiro (PMDB) | 248   | 9,53  | 1º mandato  |
| 6  | Antônio Juracy de Oliveira Júnior                       | Partido do Movimento Democrático Brasileiro (PMDB) | 244   | 9,38  | 1º mandato  |
| 7  | Joaquim Francisco de Almeida (Andrelândia, 20.10.1953–) | Partido Democrático Social (PDS)                   | 230   | 8,84  | 1º mandato  |
| 8  | Camilo de Lelis Carvalho Lopes (1993-1994)              | Partido Trabalhista Brasileiro (PTB)               | 210   | 8,07  | 2º mandato  |
| 9  | Luiz Carlos da Silva (Andrelândia, 08.10.1959–)         | Partido da Social Democracia Brasileira (PSDB)     | 209   | 8,03  | 1º mandato  |
| 10 | Samuel Isac Fonseca (Andrelândia, 11.11.1951–)          | Partido da Social Democracia Brasileira (PSDB)     | 205   | 7,88  | 1º mandato  |
| 11 | João Adalberto de Carvalho                              | Partido Democrático Social (PDS)                   | 201   | 7,72  | 1º mandato  |

## Legislatura de 1989–1992
Estes são os vereadores eleitos nas eleições de 15 de novembro de 1988, pelo período de 1° de janeiro de 1989 a 31 de dezembro de 1993:
|    | Nome                                                                 | Partido                                            | Votos | %    | Observações |
| -- | -------------------------------------------------------------------- | -------------------------------------------------- | ----- | ---- | ----------- |
| 1  | Alcea Lucinda Alcântara                                              | Partido da Frente Liberal (PFL)                    | 386   | 9,31 | 1º mandato  |
| 2  | Pedro Paulo de Oliveira                                              | Partido do Movimento Democrático Brasileiro (PMDB) | 265   | 6,39 | 1º mandato  |
| 3  | Jaime Jairo Pereira (Andrelândia, 13.03.1943–)                       | Partido do Movimento Democrático Brasileiro (PMDB) | 255   | 6,15 | 1º mandato  |
| 4  | Moisés Antônio de Souza                                              | Partido do Movimento Democrático Brasileiro (PMDB) | 241   | 5,81 | 1º mandato  |
| 5  | Otaviano Rodrigues Moreira Neto (Andrelândia, 20.02.1964–)           | Partido Democrata Cristão (PDC)                    | 239   | 5,76 | 1º mandato  |
| 6  | José Raimundo de Almeida                                             | Partido Democrático Social (PDS)                   | 235   | 5,67 | 1º mandato  |
| 7  | Oliveiro Nogueira de Oliveira (1989-1990) (Andrelândia, 22.08.1946–) | Partido do Movimento Democrático Brasileiro (PMDB) | 211   | 5,09 | 2º mandato  |
| 8  | Raul de Azevedo Carvalho (–Nazareno, 19.05.2017)                     | Partido do Movimento Democrático Brasileiro (PMDB) | 190   | 4,58 | 2º mandato  |
| 9  | Cátia Silva Rivelli (Barra Mansa, 21.06.1962–)                       | Partido do Movimento Democrático Brasileiro (PMDB) | 189   | 4,56 | 1º mandato  |
| 10 | Camilo de Lelis Carvalho Lopes                                       | Partido Trabalhista Brasileiro (PTB)               | 175   | 4,22 | 1º mandato  |
| 11 | Antônio Décio de Andrade (Andrelândia, 27.01.1951–)                  | Partido da Frente Liberal (PFL)                    | 148   | 3,57 | 1º mandato  |

## Legislatura de 1983–1988
Estes são os vereadores eleitos nas eleições de 15 de novembro de 1982, pelo período de 1° de fevereiro de 1983 a 31 de dezembro de 1988:
|    | Nome                                                     | Partido                                            | Votos | %     | Observações |
| -- | -------------------------------------------------------- | -------------------------------------------------- | ----- | ----- | ----------- |
| 1  | José Eduardo Cardoso (Andrelândia, 26.12.1956–)          | Partido Democrático Social (PDS)                   | 510   | 13,12 | 1º mandato  |
| 2  | Márcio Ribeiro Alexandre                                 | Partido Democrático Social (PDS)                   | 502   | 12,91 | 1º mandato  |
| 3  | José Humberto Pires dos Reis                             | Partido Democrático Social (PDS)                   | 463   | 11,91 | 1º mandato  |
| 4  | Raul de Azevedo Carvalho (–Nazareno, 19.05.2017)         | Partido Democrático Social (PDS)                   | 393   | 10,11 | 1º mandato  |
| 5  | João Ataíde Nogueira Filho                               | Partido Democrático Social (PDS)                   | 360   | 9,26  | 1º mandato  |
| 6  | Lucas de Paula Zeringotta                                | Partido Democrático Social (PDS)                   | 349   | 8,98  | 1º mandato  |
| 7  | Aloísio Antônio de Alcântara (Andrelândia, 10.12.1949–)  | Partido Democrático Social (PDS)                   | 320   | 8,23  | 1º mandato  |
| 8  | José de Almeida Sobrinho                                 | Partido Democrático Social (PDS)                   | 289   | 7,44  | 1º mandato  |
| 9  | Manoel José Landim                                       | Partido Democrático Social (PDS)                   | 288   | 7,41  | 1º mandato  |
| 10 | Antônio Luiz Pereira                                     | Partido Democrático Social (PDS)                   | 265   | 6,82  | 1º mandato  |
| 11 | Oliveiro Nogueira de Oliveira (Andrelândia, 22.08.1946–) | Partido do Movimento Democrático Brasileiro (PMDB) | 148   | 3,81  | 1º mandato  |

## Legenda
| cor  | significado          |
| Bege | Presidente da Câmara |
| Azul | Suplente             |